# バレンティン・バルベロ
バレンティン・バルベロ（Valentin Barbero 、2000年7月13日 - ）は、アルゼンチン・コルドバ州ラ・カルロータ出身のプロサッカー選手。プリメーラB・ナシオナル・CAベルグラーノ所属。ポジションは、ミッドフィールダー。